# 霍洛斯基夫 (科洛梅亞區)
48°42′3″N 24°52′28″E / 48.70083°N 24.87444°E
霍洛斯基夫（烏克蘭語：Голосків），是烏克蘭的村落，位於該國西部伊萬諾-弗蘭科夫斯克州，由科洛梅亞區奧特尼亞市鎮管轄，始建於1839年，面積7.69平方公里，2001年人口1,373，人口密度每平方公里178.5人。